# Kanumarathon-Weltmeisterschaften 2003
Die 11. Kanumarathon-Weltmeisterschaften fanden am 27. und 28. September 2003 im spanischen Valladolid statt. Der austragende Verband war die ICF.
Die Länge der Strecke betrug 36 km.
Es wurden vier Wettbewerbe für Männer und zwei Wettbewerbe für Frauen ausgetragen.

## Medaillengewinner

### Herren

#### Canadier
| Disziplin | Gold                             | Zeit         | Silber                                 | Zeit         | Bronze                               | Zeit         |
| --------- | -------------------------------- | ------------ | -------------------------------------- | ------------ | ------------------------------------ | ------------ |
| C1        | Frankreich Bertrand Hémonic      | 3:22:06,26 h | Tschechien Pavel Bednár                | 3:22:11,62 h | Frankreich Lionel Dubois-Dunilac     | 3:22:34,67 h |
| C2        | Ungarn Edvin Csabai Attila Györe | 3:04:27,83 h | Spanien Jose Alfredo Bea David Mascato | 3:04:50,80 h | Tschechien Viktor Jirasky Jan Machac | 3:06:16,84 h |

#### Kajak
| Disziplin | Gold                              | Zeit         | Silber                                        | Zeit         | Bronze                                 | Zeit         |
| --------- | --------------------------------- | ------------ | --------------------------------------------- | ------------ | -------------------------------------- | ------------ |
| K1        | Südafrika Hank McGregor           | 2:54:07,11 h | Ungarn Attila Jámbor                          | 2:54:08,78 h | Südafrika Anthony Stott                | 2:54:10,70 h |
| K2        | Ungarn Attila Jambor Istvan Salga | 2:43:21,08 h | Spanien Manuel Busto Fernandez Javier Hernanz | 2:43:21,92 h | Spanien Santiago Guerrero Jorge Alonso | 2:43:23,26 h |

### Damen

#### Kajak
| Disziplin | Gold                               | Zeit         | Silber                                  | Zeit         | Bronze                                | Zeit         |
| --------- | ---------------------------------- | ------------ | --------------------------------------- | ------------ | ------------------------------------- | ------------ |
| K1        | Ungarn Renáta Csay                 | 3:12:47,38 h | Spanien Mara Santos Garcia              | 3:18:49,35 h | Vereinigtes Königreich Jenny Spencer  | 3:18:55,87 h |
| K2        | Ungarn Kornelia Szonda Renáta Csay | 3:00:18,54 h | Dänemark Anne Lolk Thomsen Mette Barfod | 3:02:54,54 h | Ungarn Zsuzsanna Giczy Orsolya Harkai | 3:06:43,08 h |

## Medaillenspiegel
| Rang   | Nation                 | Gold | Silber | Bronze | Gesamt |
| ------ | ---------------------- | ---- | ------ | ------ | ------ |
| 1      | Ungarn                 | 4    | 1      | 1      | 6      |
| 2      | Südafrika              | 1    | 0      | 1      | 2      |
| 2      | Frankreich             | 1    | 0      | 1      | 2      |
| 4      | Spanien                | 0    | 3      | 1      | 4      |
| 5      | Tschechien             | 0    | 1      | 1      | 2      |
| 6      | Dänemark               | 0    | 1      | 0      | 1      |
| 8      | Vereinigtes Königreich | 0    | 0      | 1      | 1      |
| Gesamt | Gesamt                 | 6    | 6      | 6      | 18     |